# Maryse Hilsz

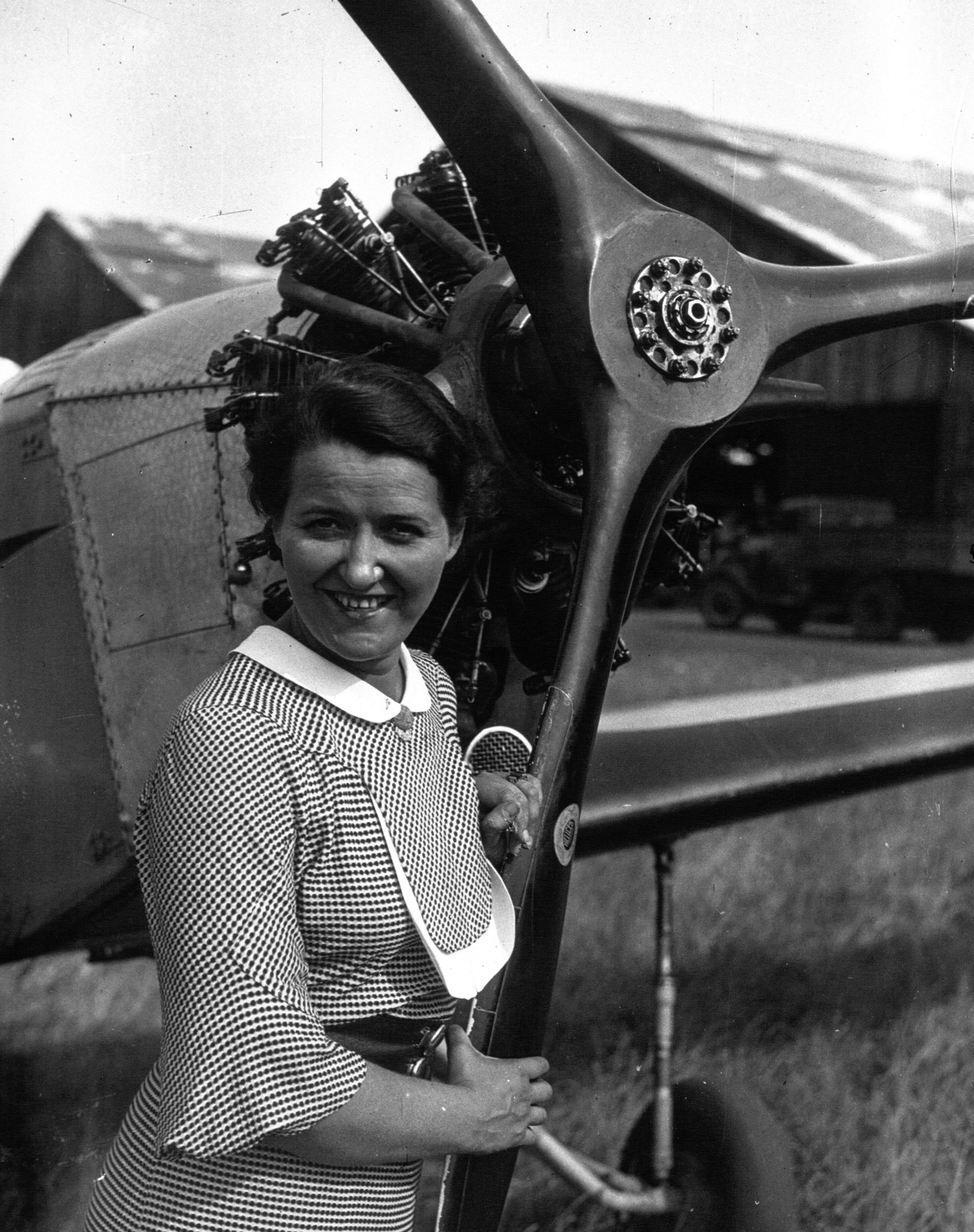
Maryse Hilsz im Jahr 1935 mit ihrer Mauboussin M.122

Maryse Hilsz (geboren am 7. März 1901 in Levallois-Perret; gestorben am 30. Januar 1946 über Moulin-des-Ponts, Ain) war eine französische Pilotin und Flugpionierin.

## Leben
Sie begann eine Lehre als Modistin, bevor sie zur Fallschirmspringerin wurde. Mit Schausprüngen finanzierte sie ihre Pilotenausbildung und erhielt 1930 ihren Pilotenschein. Sie wurde bald für ihre Langstreckenflüge bekannt, auch nach Japan. Ihr gelang 1932 bei einer Panne auf dem Flug von Madagaskar über die Straße von Mosambik eine Notlandung auf der kleinen Insel Juan de Nova.
Am 18. April 1934 starb ihr mehrjähriger Geliebter André Salel, ebenfalls Pilot, bei einem Testflug.

### Rekordserien
Im August 1935 errang Hilsz im ersten europäischen Luftrennen ihren ersten Preis, den Hélène-Boucher-Pokal, mit einer Durchschnittsgeschwindigkeit von 227 km/h. Im Folgejahr gewann sie mit einer erneuten Rekordzeit.

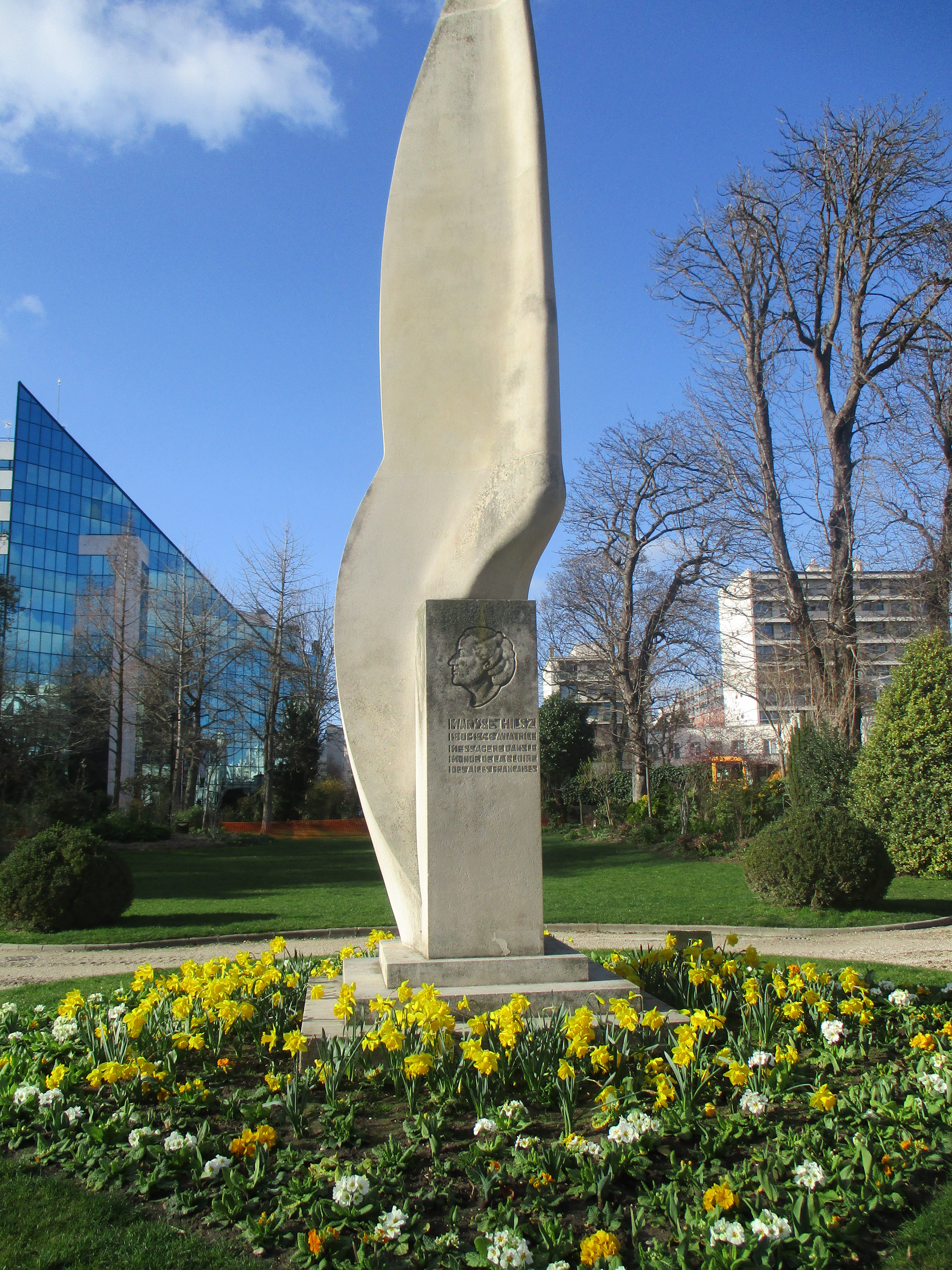
Denkmal zu Ehren von Maryse Hilsz im Parc de la Planchette in Levallois-Perret (Frankreich)

Im August 1936 stellte Hilsz zudem mit einem Doppeldecker des Typs Potez 50 nahe Villacoublay mit einer Flughöhe von etwa 14300 Metern einen Höhenrekord auf, der bis dato nur von Renato Donati (etwa 14400 Meter) übertroffen wurde. Donati befand sich nach der erfolgreichen Landung unter den ersten Gratulanten. Wenige Monate später verlor sie bei dem Versuch, den Geschwindigkeitsrekord der Frauen zu brechen, die Kontrolle und musste mit dem Fallschirm abspringen.

### Résistance
Sie trat 1941 der Résistance bei und nahm bei Aktionen in der Türkei teil. Als im Jahr 1945 unter dem kommunistischen Luftverkehrsminister Charles Tillon der provisorischen französischen Regierung ein Frauen-Flugkorps gegründet werden sollte, befand sich Maryse Hilsz unter den Kandidatinnen und wurde zum Sous-Lieutenant ernannt. Bei einem Flug im Januar 1946 geriet Hilsz in schlechtes Wetter und stürzte im Département Ain ab. Sie wurde in ihrer Geburtsstadt begraben.